# Буревісник острівний
Буревісник острівний (Puffinus nativitatis) — морський птах з родини буревісникових (Procellariidae).

## Поширення
Гніздиться на віддалених островах центральної частини Тихого океану: Північно-Західні Гавайські острови, Туамоту, Маршаллові острови, Кіритіматі та Сала-і-Гомес. Раніше гніздився, але локально вимер на ряді островів, включаючи острів Вейк. Поза сезоном розмноження він поширюється в Тихому океані — був зареєстрований біля узбережжя Мексики та Гватемали на сході та островів Бонін на заході. Далі на південь він зустрічається рідко, його було зареєстровано біля Фіджі лише двічі.

## Опис
Птах завдовжки від 35 до 38 сантиметрів і досягає розмаху крил від 71 до 81 сантиметра. Довжина хвоста до 9 сантиметрів. Його вага становить від 280 до 415 грамів. Оперення від темно-коричневого до чорно-коричневого забарвлення. Нижня поверхня крил трохи світліша і мають злегка сріблястий блиск. На підборідді можна побачити кілька білуватих пір'їн. Сильний дзьоб забарвлений в чорний колір. Райдужка має коричневий колір. Ноги від темно-сірого до злегка фіолетово-сірого кольору. Пальці ніг закінчуються чорними кігтями.